# Batalha de Ramadi (2015–2016)
A Batalha de Ramadi foi uma batalha lançada pelas forças do Iraque para recuperar a cidade de Ramadi do Estado Islâmico do Iraque e do Levante (Daesh), que havia tomado a cidade no início de 2015 em uma batalha anterior. O poder aéreo foi um dos principais componentes da batalha, com os Estados Unidos e outras nações realizando mais de 850 ataques aéreos na área de Ramadi de julho de 2015 até o final de fevereiro de 2016 e os Estados Unidos creditando os ataques aéreos com 80% da razão pela qual a cidade foi recapturada. Em fevereiro de 2016, as forças iraquianas recuperaram com êxito a cidade após dois meses e meio de combates. Previu-se que levaria vários meses para livrar a cidade das bombas implantadas pelo Estado Islâmico, com pelo menos nove meses necessários para limpar o distrito de Tamim. Na época, Ramadi sofreu mais danos do que qualquer outra cidade do Iraque. Foi a centésima batalha em Ramadi desde 2003.